# Colton Cowser
Colton Cowser (Houston, Texas, 20 de marzo de 2000) es un jugador profesional estadounidense de béisbol que se desempeña en la posición de jardinero central en Baltimore Orioles, equipo de las Grandes Ligas de Béisbol (MLB).

## Carrera
Fue seleccionado en la primera ronda en el Draft de la MLB de 2021. En 2023 hizo su debut profesional con el equipo Baltimore Orioles, donde lleva jugando una temporada.